# Roca detrítica

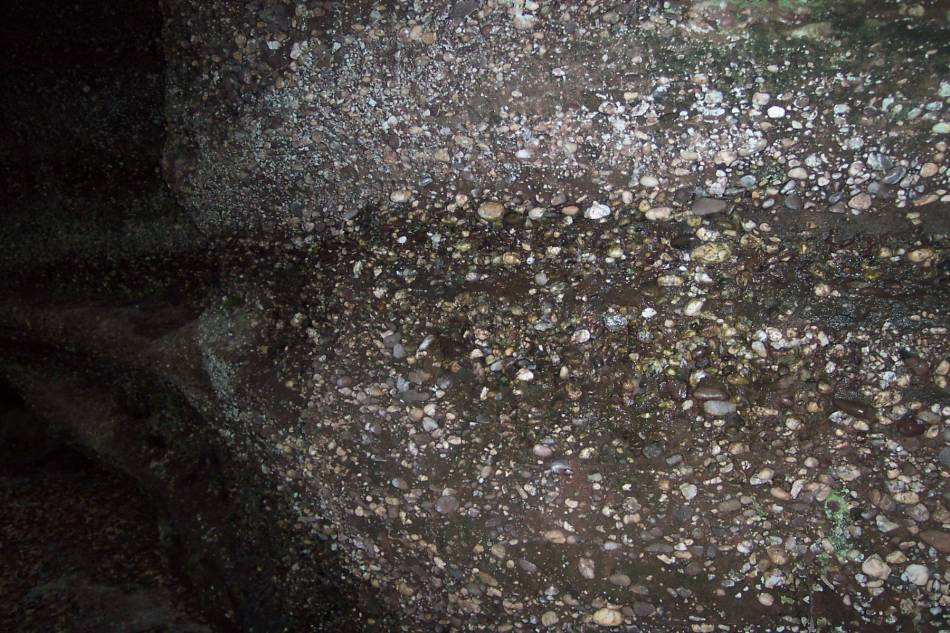
Pudinga, roca detrítica formada per còdols.Regió de Dabo, Lorena

Una roca detrítica, o també roca clàstica, roca mecànica o roca fragmentària, és una roca sedimentària de formació a base de fragments detrítics de roques tant autòctones com al·lòctones, és a dir formades dins o fora de la conca de sedimentació, els fragments de les quals han estat sotmesos a canvis mecànics o químics, generant un residu fragmentari com són minerals, o fragments rocosos. Sin.: roca clàstica (en clastic rock; es roca detrítica; fr roche détritique).
Les partícules sòlides procedents de la meteorització física són transportades per agents erosius (aigua, vent, gel), cap a una conca sedimentària, i allà han patit la compactació i la cimentació (diagènesi). Les roques detrítiques es classifiquen segons el tipus de gra que les conformen. Si està formada per graves (blocs o còdols, major diàmetre) són conglomerats, si la roca està formada per sorres, es denomina pedra sorrenca i si està formada per llims o argiles es denomina lutita.

## Formació
Les roques detrítiques es formen pel transport, l'acumulació i la cimentació de partícules sòlides derivades de la disgregació i la meteorització de roques preexistents. Es classifiquen per la mida i la morfologia dels grans; les més comunes són, de major a menor mida de gra, els conglomerats i les bretxes, els gresos, les limolites i les argil·lites; les lutites són formades per argiles i llims. Altres criteris de classificació són la composició de les partícules, la textura o el tipus de ciment.

## Classificació
Les roques detrítiques són roques sedimentàries que contenen més d’un 50 % de clasts de roques o de minerals preexistents. D'acord amb la granulometria de llurs elements, sovint es classifiquen en aquests tipus: rudites (o psefites), > 2 mm; arenites (o psammites), 2-1/16 mm o 62,5 μm, lutites (o pelites), <1/16 mm o 62,5 μm. La nomenclatura és molt variada, no sols en relació amb la granulometria i el fet que el dipòsit sigui coherent o incoherent (cimentat o no cimentat), sinó també segons la composició dels clasts, del ciment, de la matriu, de la morfoscòpia, i segons la diagènesi del dipòsit, del tipus de transport que ha sofert, del medi sedimentari i de la diagènesi esdevinguda posteriorment.
| mida del gra                          | sediment                 | denominació          | roca                                                                                                | tipus |
| ------------------------------------- | ------------------------ | -------------------- | --------------------------------------------------------------------------------------------------- | --- |
| major de 200 mm                       | pedres i blocs           | pedres i blocs       | pedres i blocs                                                                                      | pedres i blocs |
| 200 mm - 2 mm                         | graves                   | rudites (psefites)   | conglomerat                                                                                         | bretxes pudingues |
| 2 mm - 1/16 mm (2 mm - 62,5 μm)       | sorres, arenes i gressos | arenites (psammites) | arenisca                                                                                            | grauvaca (amb 15% de matriu) arenita (quarsarenita, arcosa, litoarenita)                                               |
| 1/16 mm - 1/256 mm (0,0625 mm - 4 μm) | llims                    | limonita             | amb una mida del gra intermedi entre les sorres i les argiles però amb propietats ben diferenciades | amb una mida del gra intermedi entre les sorres i les argiles però amb propietats ben diferenciades                    |
| menor de 1/256 mm (4 μm)              | argiles                  | lutites (pelites)    | lutita pelita marga*                                                                                | marga: carbonat de calci + 25% argiles*sovint no és considerada com una roca detríticapel seu baix contingut en clasts |